# Смит, Брент
Брент Стивен Смит ({{lang-en|Brent Stephen Smith; род. 10 января 1978, Ноксвилл, Теннесси) — американский музыкант, наиболее известный как вокалист и автор песен группы Shinedown. Большое влияние на его творчество оказали такие исполнители как: Отис Реддинг, Билли Холидей, Крис Корнелл и Курт Кобейн.

## Ранняя карьера
В начале 90-х Брент был участником группы «Blind Thought». Непосредственно перед Shinedown, Брент был солистом в группе «Dreve» из Восточного Теннеси, которая вскоре получила контракт Atlantic Records. Но Брент решил создать свою собственную группу, лидером которой является с 2001 года.

## Личная жизнь
Смит долгое время имел проблемы с наркотиками, такими как кокаин и оксиконтин, но в 2008 году избавился от этой зависимости. По словам музыканта рождение сына очень изменило его жизнь, он говорит, что ребенок спас его от тщеславия. Песню «If You Only Knew» Смит посвятил своей «Леди», матери его сына. Он часто обсуждает это произведение на концертах. Брент утверждает, что если бы не было любви, то ему не о чем было бы писать.

## Дискография
- Leave a Whisper (2003)
- Us and Them (2005)
- The Sound of Madness (2008)
- Amaryllis (2012)
- Threat to Survival (2015)
- Attention Attention (2018)

## Факты
- Брент Смит обладает голосом на 4 октавы
- Брент принимал участие в записи песни «My Own Worst Enemy» группы Saliva, которая есть на шестом альбоме Cinco Diablo.
- Как бэк-вокалист пел на сингле группы Theory of a Deadman «So Happy».
- Вместе с Шоном Морганом, вокалистом группы Seether, исполнил акустическую версию песни Alice In Chains «Nutshell».
- Исполнил песню «Not Strong Enough» финской группы Apocalyptica для их альбома 7th Symphony.